# Maremmano
O Maremmano é uma raça de cavalos originários da região de Maremma, Toscana e Lácio na Itália. Tradicionalmente uma linhagem de cavalos trabalhadores usados pelos Butteri  (pecuaristas toscanos) para serviços pecuários, Ele é hoje principalmente um cavalo de sela. Extensivamente cruzado com puro-sangues e outras raças o deixou com um tipo mais atlético, ou seja, um "Maremmano migliorato", um Maremmano melhorado.

## Ver Também
- Cavallo Romano della Maremma Laziale
- Monterufolino
- Tolfetano

## Ligações Externas
- The Charge at Isbushensky, last cavalry charge in history
- "Italians prepare mounts to retrace Silk Road" - Telegraph.co.uk